# Пистолет Ланкастера
Пистолет Ланкастера — многоствольный (2 или 4 ствола) пистолет, производившийся в Англии в середине-конце XIX века, под патроны центрального воспламенения различных калибров — в основном .38 S&W, .450 Adams, .455 Webley и .577 Snider.
Конструктором пистолета был лондонский оружейник Чарльз Ланкастер. Он начал свою карьеру в 1847 году учеником при деле своего отца, Чарльза Ланкастера-старшего. В 1850-х годах он изобрёл овальные нарезы ствола и пули с газовым клапаном.

## Описание
Пистолет Ланкастера представляет собой модернизированную версию пистолета типа пеппербокс, популярного в начале-середине XIX века. В отличие от этих более ранних пистолетов, имевших капсюльное воспламенение, «Ланкастер» был рассчитан на более современные латунные патроны. Уникальная овальная нарезка ствола также позволяла стрелять ружейными патронами калибра .410. Имел более высокую скорострельность, чем стандартный револьвер Адамса, и часто оснащался спусковым механизмом как у револьвера системы Трантера, чтобы преодолеть тяжелую тягу для вращения ударника.
Иногда пистолет Ланкастера классифицируют как пистолет-хаудах. Пистолет Ланкастера пользовался популярностью у британских офицеров в Индии и Африке во времена британского владычества благодаря своей более высокой скорострельности и повышенной надёжности по сравнению с револьверами тех времён. Он высоко ценился охотниками и исследователями за высокую эффективность в ближней обороне от всех крупных животных, входящих в перечень «охоты большой игры», таких как тигры или буйволы.
При стрельбе из револьверов часть пороховых газов выходит между каморой и стволом, при выстреле же из пистолета Ланкастера этого произойти не может, так как в его конструкции нет этого зазора. Один редкий вариант пистолета Ланкастера, изготовленный для махараджи княжества Рева в качестве основного охотничьего оружия, имел комбинированный четырёхствольный вариант.

### Применение в Судане
Пули выпущенные из пистолет Ланкастера обладали бо́льшей останавливающей силой, чем из современных ему револьверов Beaumont-Adams и Colt Navy, что делало его также востребованным и для колониальных войн.
При столкновении с племенами, такими как зулусы или ансары (так называемые суданские дервиши), пули из более новых, чем пистолет Ланкастера, видов стрелкового оружия, как правило, пронзали воинов противника насквозь, но те зачастую сохраняли возможность атаковать, даже будучи ранеными. Тяжёлая же свинцовая пуля с высокой останавливающей силой использовалась именно в пистолете Ланкастера.
Одним из известных пользователей пистолета Ланкастера был фотограф и кинорежиссёр, подполковник Джон М. Б. Стэнфорд, который убил фанатика суданца-ансара, вооружённого ассегаем, из данного пистолета, работая военным корреспондентом в битве при Омдурмане.
В конце XIX века пистолет Ланкастера вытеснили револьверы «Webley» надёжные и более быстро перезаряжаемые, что свело на нет многие преимущества многоствольной конструкции.

## В популярной культуре
Двуствольный пистолет Ланкастера в варианте хаудаха с уникальным подпружиненным клинком — оружие охотника на львов Чарльза Ремингтона в фильме «Призрак и Тьма».
Пистолет Ланкастера присутствует как пистолет-хаудах в видеоигре «Battlefield 1» 2016 года, а также в видеоигре «Nightingale» 2024 года.